# Bohnen-Schrift
Der bei Experten umstrittene Begriff Bohnen-Schrift bezieht sich auf eine Sorte Hülsenfrüchte, die auf Spanisch „pallares“ (wissenschaftlicher Name: Phaseolus lunatus) heißen. Diese Bohnen, die sich in vielen Gräbern der südamerikanischen Mochica-Kultur finden, sind mit Punkten und Linien verziert, die der peruanische Wissenschaftler Hoyle für eine Art Schrift hielt. Diese Vermutung wird dadurch untermauert, dass diese Bohnen auch auf Vasen aufgemalt sind.
Urheber dieser These ist der peruanische Sammler und Forscher Rafael Larco Hoyle, der der Ansicht war, dass es unmöglich sei, dass ein so fortgeschrittenes Volk wie die Mochica keine Schrift gehabt haben soll. Hoyle war Besitzer der umfangreichsten Privatsammlung von Mochica-Keramik, auf welchen er nach Spuren von Inschriften suchte.